# Cătălina Gheorghiu
Cătălina Gheorghiu (n. 21 iunie 1969, Iași, România) este o fostă alergătoare română.

## Carieră
A câștigat medalia de argint la 800 m atât la Campionatul European de Juniori din 1987 cât și la Campionatul Mondial de Juniori din 1989. În 1989 a câștigat medalia de aur la 1500 m la Jocurile Balcanice, și de două ori a câștigat medalia de aur la Jocurile Balcanice în sală, în 1996 și în 1997.
În 1996 Cătălina Gheorghiu a participat la Jocurile Olimpice de la Atlanta dar nu a reușit să se califice în finală. În același an a obținut locul 4 la Campionatul European în sală de la Stockholm. La Campionatul Mondial în sală din 1997 de la Paris a ajuns pe locul 6.

## Realizări
| An   | Competiție                               | Locație                    | Loc   | Eveniment | Note    |
| ---- | ---------------------------------------- | -------------------------- | ----- | --------- | ------- |
| 1987 | Campionatul European de Juniori (sub 20) | Birmingham, Marea Britanie | 2     | 800 m     | 2:01,33 |
| 1987 | Campionatul European de Juniori (sub 20) | Birmingham, Marea Britanie | -     | 4×400 m   | DS      |
| 1987 | Campionatul Mondial                      | Roma, Italia               | 4 (h) | 800 m     | 2:03,04 |
| 1988 | Campionatul Mondial de Juniori (sub 20)  | Sudbury, Canada            | 2     | 800 m     | 2:01,96 |
| 1988 | Campionatul Mondial de Juniori (sub 20)  | Sudbury, Canada            | 6     | 4×400 m   | 3:38,18 |
| 1989 | Jocurile Balcanice                       | Serres, Grecia             | 1     | 1500 m    | 4:15,79 |
| 1991 | Universiada                              | Sheffield, Marea Britanie  | 6     | 800 m     | 2:04,80 |
| 1995 | Universiada                              | Fukuoka, Japonia           | 4 (h) | 800 m     | 2:09,58 |
| 1996 | Campionatul European în sală             | Stockholm, Suedia          | 4     | 1500 m    | 4:10,56 |
| 1996 | Jocurile Balcanice în sală               | Pireu, Grecia              | 1     | 1500 m    | 4:10,24 |
| 1996 | Jocurile Olimpice                        | Atlanta, Statele Unite     | (sf)  | 1500 m    | DS      |
| 1997 | Campionatul Mondial în sală              | Paris, Franța              | 6     | 1500 m    | 4:07,04 |
| 1997 | Jocurile Balcanice în sală               | Pireu, Grecia              | 1     | 1500 m    | 4:11,73 |

## Recorduri personale
| Probă          | Performanță | Dată             | Locație   |
| -------------- | ----------- | ---------------- | --------- |
| 800 m          | 2:00,02     | 30 iulie 1989    | București |
| 1500 m         | 4:06,94     | 5 iunie 1989     | București |
| 800 m în sală  | 2:04,31     | 9 februarie 1997 | București |
| 1500 m în sală | 4:07,04     | 9 martie 1997    | Paris     |